# Cyrtodactylus deveti
Cyrtodactylus deveti este o specie de șopârle din genul Cyrtodactylus, familia Gekkonidae, ordinul Squamata, descrisă de Brongersma 1948. Conform Catalogue of Life specia Cyrtodactylus deveti nu are subspecii cunoscute.